# Michele Rinaldi
Michele Rinaldi (Parma, 9 maart 1959) is een Italiaans voormalig motorcrosser.

## Carrière
Rinaldi begon in het Wereldkampioenschap motorcross 125cc in 1978. Hij eindigde vier seizoenen op een rij in de top drie tussen 1980 en 1983, eerst met Gilera, nadien met Suzuki. In 1984 behaalde hij de wereldtitel in de 125cc en werd zo de eerste Italiaanse wereldkampioen motorcross ooit. Hij vertrok naar de 250cc met als beste resultaat de vice-wereldtitel in 1986 na Jacky Vimond. Hij stopte met motorcrossen nadat hij in 1987 deelgenomen had aan de Dakar-rally.
Na zijn carrière werd hij een succesvol teammanager met zijn broer Carlo van het Suzuki en later het Yamaha-fabrieksteam. Hij had onder ander Bob Moore, Alessandro Puzar, Andrea Bartolini, Stefan Everts, Marnicq Bervoets, Joshua Coppins, Marc de Reuver en David Philippaerts onder zijn hoede. Momenteel rijdt Jeremy Van Horebeek voor het team van Rinaldi.

## Palmares
- 1984: Wereldkampioen 125cc